# Hymn Republiki Chińskiej

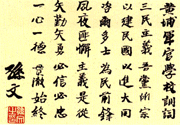
Rękopis przemówienia Sun Jat-sena z 16 lipca 1924 podczas otwarcia Akademii Whampoa

Hymn Republiki Chińskiej (chiń. 中華民國國歌, pinyin Zhōnghuá Míngúo gúogē) to pochodząca z 1924 roku pieśń będąca również hymnem Kuomintangu.
Sanmin Zhuyi (chiń. upr. 三民主义; chiń. trad. 三民主義; pinyin Sānmín Zhǔyì) oznacza „Trzy zasady ludowe” (nacjonalizm, demokracja, kraj) – doktrynę i myśl przewodnią, a także dewizę Republiki Chińskiej na Tajwanie.
Słowa hymnu pochodzą z dnia 16 lipca 1924 i były początkowymi słowami przemówienia Sun Jat-sena. Tekst bardzo szybko zdobył popularność wśród członków Kuomintangu i po dopisaniu do niego melodii w 1928 przez Chenga Maoyuna stał się hymnem tej partii. Od 24 marca 1930 pieśń oficjalnie reprezentowała Republikę Chińską na arenie międzynarodowej. 3 czerwca 1937 złożono propozycję uznania jej za oficjalny hymn narodowego, co oficjalnie uczyniono w 1943 roku.
Obecnie na Tajwanie hymn wykonywany jest jedynie przy okazji niektórych ceremonii, np. podniesienia flagi. Na arenie międzynarodowej hymnu nie wykonuje się. W Chińskiej Republice Ludowej (z wyjątkiem Hongkongu) pieśń jest zakazana.

## Tekst

### Pismo tradycyjne
三民主義，吾黨所宗，
以建民國，以進大同。
咨爾多士，為民前鋒；
夙夜匪懈，主義是忠。
矢勤矢勇，必信必忠；
一心一德，貫徹始終。

### Pismo uproszczone
三民主义，吾党所宗，
以建民国，以进大同。
咨尔多士，为民前锋；
夙夜匪懈，主义是从。
矢勤矢勇，必信必忠；
一心一德，贯彻始终。

### Hanyu pinyin
Sānmín Zhǔyì, wú dǎng suǒ zōng,
Yǐ jiàn Mínguó, yǐ jìn Dàtóng.
Zī ěr duō shì, wèi mín qiánfēng;
Sù yè fěi xiè, Zhǔyì shì cóng.
Shǐ qín shǐ yǒng, bì xìn bì zhōng;
Yì xīn yì dé, guànchè shǐ zhōng.

### Zhuyin Fuhao
ㄙ　ㄢ　　　ㄇㄧㄣˊ　　ㄓㄨ　ˇ　　ㄧ　ˋ
ㄨ　ˊ　　　ㄉ　ㄤˇ　　ㄙㄨㄛˇ　　ㄗㄨㄥˉ
ㄧ　ˇ　　　ㄐㄧㄢˋ　　ㄇㄧㄣˊ　　ㄍㄨㄛˊ
ㄧ　ˇ　　　ㄐㄧㄣˋ　　ㄉ　ㄚˋ　　ㄊㄨㄥˊ
ㄗ　　　　　ㄦ　ˇ　　　ㄉㄨㄛ　　　ㄕ　ˋ
ㄨ　ㄟˊ　　ㄇㄧㄣˊ　　ㄑㄧㄢˊ　　ㄈ　ㄥ
ㄙ　ㄨˋ　　ㄧ　ㄝˋ　　ㄈ　ㄟˇ　　ㄒㄧㄝˋ
ㄓ　ㄨˇ　　　ㄧ　ˋ　　ㄕ　　ˋ　　ㄘㄨㄥˊ
ㄕ　　ˇ　　ㄑㄧㄣˊ　　ㄕ　　ˇ　　ㄩ　ㄥˇ
ㄅ　ㄧˋ　　ㄒㄧㄣˋ　　ㄅ　ㄧˋ　　ㄓㄨㄥ
ㄧ　ˋ　　　ㄒㄧㄣ　　ㄧ　ˋ　　ㄉ　ㄜˊ
ㄍㄨㄢˋ　　ㄔ　ㄜˋ　　ㄕ　　ˇ　　ㄓㄨㄥ